# EPIC The Irish Emigration Museum
EPIC The Irish Emigration Museum er et museum i Dublins Docklands, der beskæftiger sig med irske emmigranters historie i andre lande. Det blev grundlagt af Neville Isdell, der er tidligere formand og CEO for The Coca-Cola Company, og som blev født i County Down. Bygningen blev designet af firmaet Event Communications, og blev stemt ind som "Europe's Leading Tourist Attraction" ved 2019, 2020 og 2021 World Travel Awards.